# Gustav Schäfer
Gustav Klaus Wolfgang Schäfer (Magdeburg, 8 de setembre de 1988) és el bateria del grup de música alemany Tokio Hotel.

## Biografia
Gustav va créixer a Magdeburg amb els seus pares i germana gran. Va començar a tocar la bateria a l'edat de cinc anys, ja que els seus pares van notar que tenia talent per al ritme i el van inscriure a una escola de percussió. La bateria era una manera d'escapar-se de la realitat, ja que a l'escola ho passava malament per la seva alçada, que era molt baixa.
L'any 2001, Gustav va conèixer Bill i Tom Kaulitz, que actuaven des dels nou anys en petits concerts. Gustav diu: "Quan vaig veure en Bill i en Tom, tocant i cantant, de seguida em vaig adonar que el meu futur era amb ells". Gustav era amic de Georg Listing, ja que anava amb ell al conservatori, i poc temps després els quatre van formar Devilish, amb Bill com a cantant, Tom com a guitarrista, Georg com a baixista i ell com a bateria. De seguida van signar un contracte amb la discogràfica Universal Music, i van canviar el nom del grup a Tokio Hotel.

## Estil
Gustav és molt tímid i reservat, i l'èxit de la banda no l'ha canviat gens. Les seves bandes preferides són Metallica, Foo Fighters, Slipknot, System of a Down i Nickelback.